# Segalers
Segalers és una partida del municipi de la Seu d'Urgell situada a la riba esquerra del riu Segre, a la plana de la Seu. L'accés és creuant el pont de la Palanca i a través dels camins de Segalers i la Bastida d'Hortons. El topònim prové del llatí "secale", sègol, més el sufix llatí "-arius". Apareix repetidament en documents d'Urgell, als anys 1055, 1068, a partir del 1073 en la forma actual i els anys 1076, 1091 i 1101, fent referència a un lloc proper a la Seu, entre la Seu, Nabiners i Alàs.
En destaca el rec de l'Olla i Segalers de l'any 1818, que pren l'aigua del riu Segre al municipi d'Alàs i Cerc, a la Quera (a l'estret de les Cabanotes), i finalitza al riu d'Estaó. La partida té quatre finques qualificades de zona de sòl protegit de valor agrícola-ramader, totes elles anteriors a l'any 1956, i són explotacions agràries que han estat importants al municipi, entre d'altres: Cal Pinell i Cal Fiter.
| Nom          | Coordenades                                   | Raons per la preservació |
| ------------ | --------------------------------------------- | ------------------------ |
| Cal Guilla   | mediambientals i paisatgístiques              |                          |
| Casa Ametlla | mediambientals i paisatgístiques              |                          |
| Cal Pinell   | històriques, mediambientals i paisatgístiques |                          |
| Cal Fiter    | històriques                                   |                          |

## Cal Guilla
Segalers, 4. Accés des del camí de Segalers. Format per dos edificacions, un dedicat a habitatge i un a ús agrícola. Daten de l'any 1954. Construïts amb murs de càrrega d'obra de fàbrica i forjats de biguetes de formigó i revoltó ceràmic.

## Casa Ametlla
Segalers, 8. Accés des d'un camí provinent del camí de Segalers. Format per una edificació d'un volum dedicat a habitatge i ús agrícola. Daten de l'any 1950 i 1960 respectivament. Construït amb murs de càrrega d'obra de fàbrica i de maçoneria no concertada i forjats de biguetes de formigó i revoltó ceràmic. La zona de paller i cobert amb murs de càrrega d'obra de fàbrica i sostres de bigues de fusta.

## Cal Pinell

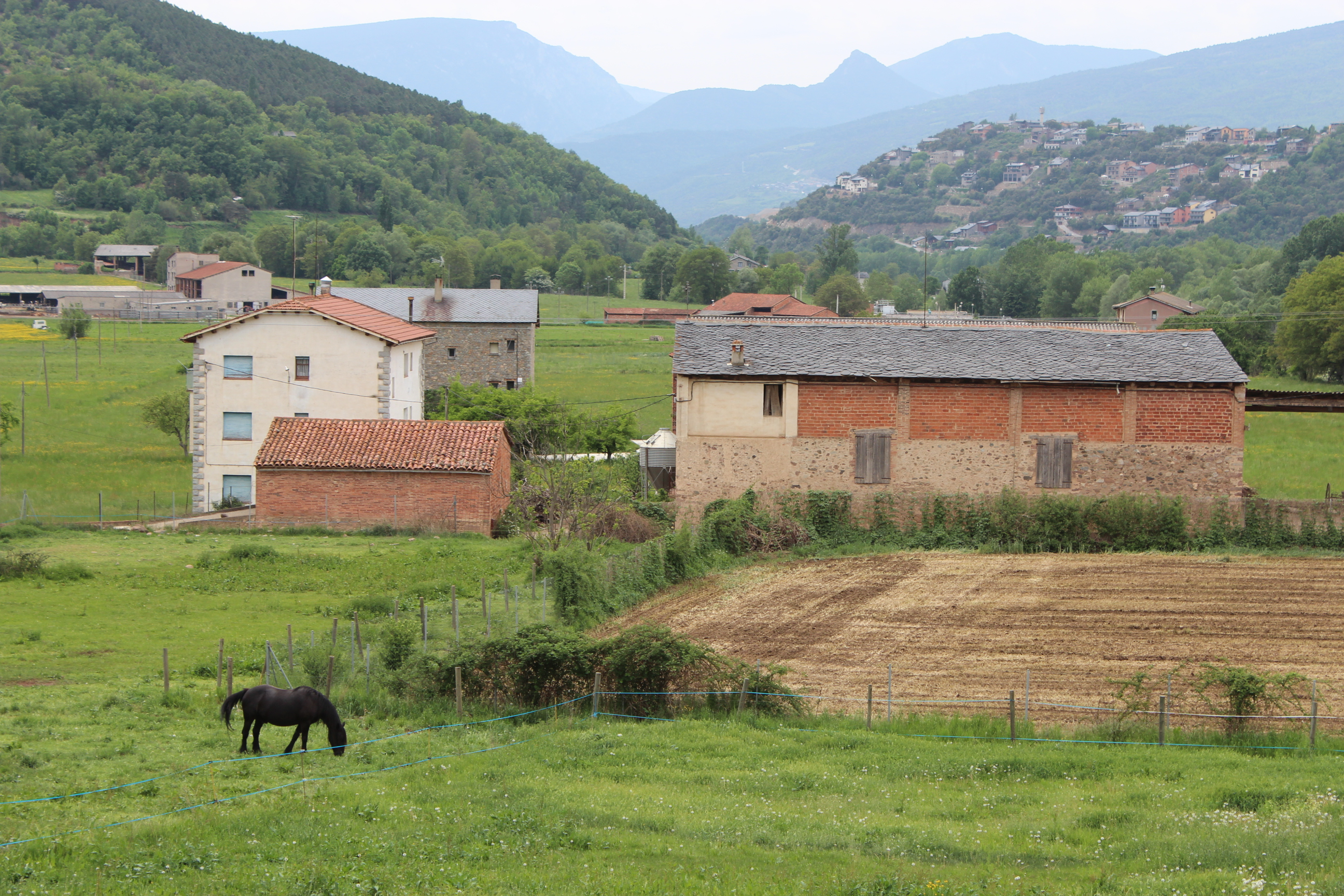
Cal Pinell, des del camí de la Bastida.

Segalers, 2. Accés des del camí de Segalers. Format per un conjunt d'edificacions, dos destinats a habitatges i dos a ús agrícola, l'edifici d'habitatges més recent (1976) no s'inclou al catàleg. L'altre habitatge i una de les edificacions agrícola daten de l'any 1850, l'altre edifici agrícola data del 1970. L'edifici d'habitatges del 1850 construït amb murs de càrrega de maçoneria no concertada i forjats de bigues i empostat de fusta.

## Cal Fiter
Segalers, 9. Accés des del camí de la Bastida. Format per un antic habitatge, quadres i un paller. Data de l'any 1949. Està construït amb murs de càrrega d'obra de fàbrica i maçoneria no concertada i forjats de bigues i empostat de fusta i de biguetes de formigó i revoltó ceràmic.